# Домінгуш Пасієнсія
Домінгуш Пасієнсія (порт. Domingos Paciência, нар. 2 січня 1969, Леса-да-Палмейра) — португальський футболіст, що грав на позиції нападника. Футболіст року в Португалії (1990). По завершенні ігрової кар'єри — футбольний тренер.

## Клубна кар'єра
У 13 років Домінгуша запросили в «Порту» з клубу його рідного міста — «Атлетіку» (Леса). Він був хорошим бомбардиром, але дуже слабкий фізично. Томислав Івич, що тренуав «Порту» в сезоні 1987/88 і шукав заміну старіючому Фернанду Гомішу, звернув увагу на футболіста академії клубу і викликав його в основний склад.
Перший матч у складі «Порту» в Португальській лізі Домінгуш провів 13 квітня 1988 року в матчі 30 туру проти «Елваша». Вийшовши на заміну на 64-й хвилині матчу, Домінгуш відкрив рахунок своїм голам за «Порту», відзначившись на 84-й хвилині.. У свій перший сезон за «Порту» Домінгуш зіграв 8 матчів у чемпіонаті Португалії. На наступний сезон Пасієнсія зіграв 26 матчів у чемпіонаті і забив 5 голів, причому в грі 27-го туру, що відбулася 26 лютого 1989 року, проти «Фаренсе» (5:0) зробив хет-трик.
У сезоні 1989/90 Домінгуш Пасієнсія був визнаний футболістом року в Португалії.
У сезоні 1995/96 Домінгуш забив 24 голи в 34 матчах і став другим бомбардиром чемпіонату після Руя Агуаша з «Бенфіки». Також у цьому сезоні він зробив один покер, забивши 4 голи в останньому турі «Віторії» (Гімарайнш), та один хет-трик у матчі проти «Віторії» (Сетубал) у 27 турі чемпіонату..
У сезоні 1995/96 Домінгуш став кращим бомбардиром чемпіонату Португалії і забив 25 голів у 29 матчах чемпіонату.
У 1997 році Домінгуш Пасієнсія перейшов в іспанський клуб «Тенерифе». Перший матч у Ла Лізі португалець провів у першому турі чемпіонату проти «Депортіво Ла-Корунья» (0:0), вийшовши на заміну на 65-й хвилині матчу. Свій перший гол в іспанській Ла Лізі Пасієнсія провів 4 січня 1998 року в 19 турі чемпіонату проти «Валенсії». За перший сезон Пасієнсія в 31 грі чемпіонату забив 5 голів. А на наступний — у 19-ти неповних проведених іграх забив 1 гол.
У 2000 році Пасієнсія повернувся в «Порту», але забивши за «драконів» за два сезони у всіх турнірах лише 10 голів, вирішив закінчити кар'єру гравця.

## Виступи за збірну
1989 року дебютував в офіційних матчах у складі національної збірної Португалії. Свій перший гол за збірну провів 19 грудня 1990 року в товариській грі проти збірної США. Взяв участь у відбірних турнірах до чемпіонатів Європи та світу
У складі збірної був учасником чемпіонату Європи 1996 року в Англії де провів три гри і забив один гол.
Протягом кар'єри у національній команді, яка тривала 10 років, провів у формі головної команди країни 34 матчі, забивши 9 голів.

## Кар'єра тренера
Після закінчення кар'єри гравця Домінгуш був призначений тренером молодіжної команди «Порту», а пізніше тренером резервної команди.
У 2006 році Домінгуш очолив клуб першого дивізіону португальської ліги «Уніан Лейрія». Також він відкрив футбольну школу в Матозіньюші спільно зі своїм колишнім партнером по «Порту» Руем Баррошем. Незважаючи на хорошу роботу («Лейрія» була на 7-му місці), Домінгуш покинув клуб до закінчення сезону, оскільки посварився з президентом клубу, і з одним з гравців команди.
На наступний сезон, 11 вересня 2007 року, Домінгуш став головним тренером «Академіки» з Коїмбри, після того, як Мануель Мачадо подав у відставку. За підсумками сезону «Академіка» посіла 13 місце. У другому сезоні в клубі він привів «Студентів» до 7 місця в португальській лізі, що стало кращим результатом за останні 24 роки.
У червні 2009 року Пасіенсія був запрошений на посаду головного тренера у футбольний клуб «Брага», після відходу в «Бенфіку» Жорже Жезуша.
Клуб стартував у Лізі Європи, але програв у третьому раунді шведському «Ельфсборгу» за сумою двох зустрічей. До кінця сезону Пасіенсія привів «Брагу» до другого місця в чемпіонаті, кращого в історії клубу, і вперше домігся виступати з клубом у Лізі чемпіонів. «Брага» стала п'ятим клубом в країні, який отримав право брати участь у головному європейському клубному турнірі. У попередніх раундах турніру «зброярі» переграли за сумою двох зустрічей «Селтік» (4:2) та «Севілью» (5:3) і пробилися в групову стадію турніру. За підсумками 6 матчів у групі «Брага» здобула 3 перемоги і зайняла 3 місце, вилетівши з турніру в Лігу Європи. У ній «зброярі» дійшли до фіналу турніру, обігравши польський «Лех», англійський «Ліверпуль», київське «Динамо» і лісабонську «Бенфіку».
23 травня 2011 року Пасієнсія був призначений головним тренером клубу «Спортінг» (Лісабон), проте вже 13 лютого 2012 року був звільнений зі свого поста за обопільною згодою через незадовільні результати клубу (5-е місце після 18-го туру чемпіонату Португалії 2011/12). Наступником Пасієнсії на даній посаді став Рікарду Са Пінту.
30 грудня 2012 року Пасієнсія підписав контракт з іспанським клубом вищого дивізіону «Депортіво». У своїй першій грі його команда обіграла Малагу з рахунком 1:0, здобувши свою першу перемогу протягом двох останнії місяців. Проте в подальшому галісійці не здобули жодної перемоги і 10 лютого 2013 року Домінгуш пішов у відставку так і не піднявши команду з останнього 20 місця в таблиці.
17 січня 2014 Пасієнсія був названий новим головним тренером «Кайсеріспора», змінивши Роберта Просинечки. Проте після низки поганих результатів (тільки одна перемога в семи матчах), Пасієнсія був звільнений 17 березня 2014 року.
22 травня 2014 року Домінгуш повернувся до Португалії, де очолив «Віторію» (Сетубал). Він був звільнений від своїх обов'язків 19 січня наступного року.
21 травня 2015 року Пасієнсія погодив умови з кіпрським чемпіоном клубом АПОЕЛ, замінивши Торстена Фінка. Проте і тут португальський спеціаліст був звільнений вже за три місяці, після того як клуб не зміг потрапити в груповий етап Ліги чемпіонів УЄФА, програвши «Астані», а також поступившись в Суперкубку Кіпру АЕЛу.
Повернувшись на батьківщину, 20 квітня 2017 року був призначений головним тренером «Белененсеша». Контракт був розрахований до червня 2018 року, проте вже у січні 2018 клуб і тренер вирішили припинити співпрацю.

## Статистика виступів

### Гравця
| Клуб              | Сезон             | Чемпіонат | Чемпіонат | Кубок | Кубок | Інші | Інші | Разом | Разом |
| Клуб              | Сезон             | Ігри      | Голи      | Ігри  | Голи  | Ігри | Голи | Ігри  | Голи  |
| ----------------- | ----------------- | --------- | --------- | ----- | ----- | ---- | ---- | ----- | ----- |
| Порту             | 1987/88           | 8         | 1         | 0     | 0     | 0    | 0    | 8     | 1     |
| Порту             | 1988/89           | 26        | 5         | 0     | 0     | 2    | 0    | 28    | 5     |
| Порту             | 1989/90           | 13        | 1         | 0     | 0     | 0    | 0    | 13    | 1     |
| Порту             | 1990/91           | 34        | 24        | 1     | 2     | 0    | 0    | 35    | 26    |
| Порту             | 1991/92           | 24        | 4         | 1     | 0     | 2    | 0    | 27    | 4     |
| Порту             | 1992/93           | 30        | 9         | 2     | 0     | 3    | 0    | 35    | 9     |
| Порту             | 1993/94           | 20        | 6         | 0     | 0     | 1    | 1    | 21    | 7     |
| Порту             | 1994/95           | 32        | 19        | 0     | 0     | 3    | 2    | 35    | 21    |
| Порту             | 1995/96           | 29        | 25        | 2     | 0     | 3    | 2    | 34    | 27    |
| Порту             | 1996/97           | 16        | 2         | 1     | 0     | 1    | 1    | 18    | 3     |
| Порту             | Разом             | 232       | 97        | 7     | 2     | 15   | 6    | 254   | 105   |
| Тенерифе          | 1997/98           | 31        | 5         | 0     | 0     | 0    | 0    | 31    | 5     |
| Тенерифе          | 1998/99           | 19        | 1         | 0     | 0     | 0    | 0    | 19    | 1     |
| Тенерифе          | Разом             | 50        | 6         | 0     | 0     | 0    | 0    | 50    | 6     |
| Порту             | 1999/00           | 21        | 6         | 1     | 0     | 9    | 1    | 31    | 7     |
| Порту             | 2000/01           | 10        | 3         | 0     | 0     | 1    | 0    | 11    | 3     |
| Порту             | Разом             | 31        | 9         | 1     | 0     | 10   | 1    | 42    | 10    |
| Всього за кар'єру | Всього за кар'єру | 313       | 112       | 8     | 2     | 25   | 7    | 346   | 121   |

Джерело: zerozerofootball.com

### Голи за збірну
| #   | Дата                | Місце                      | Противник         | Рахунок | Результат | Змагання                                                |
| --- | ------------------- | -------------------------- | ----------------- | ------- | --------- | ------------------------------------------------------- |
| 01. | 19 грудня 1990      | Майа, Португалія           | США               | 1:0     | 1:0       | Товариський матч                                        |
| 02. | 7 вересня 1994      | Белфаст, Північна Ірландія | Північна Ірландія | 1:2     | 1:2       | Чемпіонат Європи з футболу 1996 (кваліфікаційний раунд) |
| 03. | 18 грудня 1994 року | Лісабон, Португалія        | Ліхтенштейн       | 1:0     | 8:0       | Чемпіонат Європи з футболу 1996 (відбірний турнір)      |
| 04. | 18 грудня 1994 року | Лісабон, Португалія        | Ліхтенштейн       | 2:0     | 8:0       | Чемпіонат Європи з футболу 1996 (відбірний турнір)      |
| 05. | 3 червня 1995       | Порту, Португалія          | Латвія            | 3:0     | 3:2       | Чемпіонат Європи з футболу 1996 (відбірний турнір)      |
| 06. | 15 серпня 1995      | Ешен, Ліхтенштейн          | Ліхтенштейн       | 0:1     | 0:7       | Чемпіонат Європи з футболу 1996 (кваліфікаційний раунд) |
| 07. | 3 вересня 1995      | Порту, Португалія          | Північна Ірландія | 1:0     | 1:1       | Чемпіонат Європи з футболу 1996 (кваліфікаційний раунд) |
| 08. | 19 червня 1996      | Ноттінгем, Англія          | Хорватія          | 0:3     | 0:3       | Чемпіонат Європи з футболу 1996                         |
| 09. | 20 серпня 1997      | Сетубал, Португалія        | Вірменія          | 1:0     | 3:1       | Чемпіонат світу з футболу 1998 (кваліфікаційний раунд)  |

Разом: 9 голів; 8 перемог, 1 нічия.

Джерело: rsssf.com [Архівовано 15 лютого 2009 у Wayback Machine.]

### Тренера
Станом на 26 серпня 2016
| Команда             | З               | По              | Результат | Результат | Результат | Результат | Результат |
| Команда             | З               | По              | І         | В         | Н         | П         | В%        |
| ------------------- | --------------- | --------------- | --------- | --------- | --------- | --------- | --------- |
| «Уніан Лейрія»      | 18 травня 2006  | 30 березня 2007 | 24        | 9         | 6         | 9         | 37,50     |
| «Академіка»         | 12 вересня 2007 | 26 травня 2009  | 65        | 19        | 24        | 22        | 29,23     |
| «Брага»             | 23 червня 2009  | 18 травня 2011  | 85        | 50        | 12        | 23        | 58,82     |
| «Спортінг»          | 1 липня 2011    | 13 лютого 2012  | 33        | 18        | 9         | 6         | 54,55     |
| «Депортіво»         | 30 грудня 2012  | 11 лютого 2013  | 6         | 1         | 1         | 4         | 16,67     |
| «Кайсеріспор»       | 17 січня 2014   | 17 березня 2014 | 7         | 1         | 1         | 5         | 14,29     |
| «Віторія» (Сетубал) | 22 травня 2014  | 19 січня 2015   | 20        | 5         | 3         | 12        | 25,00     |
| АПОЕЛ               | 21 травня 2015  | 28 серпня 2015  | 8         | 2         | 4         | 2         | 25,00     |
| Всього              | Всього          | Всього          | 248       | 105       | 60        | 83        | 42,34     |

## Титули і досягнення

### Командні
- Чемпіон Португалії (7):

«Порту»:  1987–88, 1989–90, 1991–92, 1992–93, 1994–95, 1995–96, 1996–97
- Володар Кубка Португалії (5):

«Порту»: 1987–88, 1990—91, 1993—94, 1999—00, 2000—01
- Володар Суперкубка Португалії (5):

«Порту»: 1991, 1993, 1994, 1996, 1999

### Особисті
- Футболіст року в Португалії: 1990
- Найкращий бомбардир чемпіонату Португалії: 1995–96

## Особисте життя
Син Домінгуша, Гонсалу Пасіенсія — також футболіст і вихованець «Порту».